# Петряево (Уренский район)
Петряево — деревня в составе Карпунихинского сельсовета в Уренском районе Нижегородской области.

## География
Находится на расстоянии примерно 21 километр по прямой на север от районного центра города Урень.

## История
Основана в начале XVIII века. В 1779 составляло владение Ивана Ростовцева. В 1870 году учтено 14 дворов и 37 жителей. В советское время работал колхоз «Стахановец». В 1956 году учтено 240 жителей, в 1978 году 56 хозяйств и 144 жителя, в 1994 40 и 81 соответственно. До 1935 года входила в Ветлужский район.

## Население
Постоянное население  составляло 55 человек (русские 96%) в 2002 году, 42 в 2010 .